# Dithiothreitol
Dithiothreitol (DTT) ist eine chemische Verbindung, die auch Clelands Reagenz genannt wird. Es leitet sich formal vom Zuckeralkohol Threit oder Threitol ab, der zum Strukturtyp der Threose gehört. Es kommt in zwei Stereoisomeren vor: Die (2S,3S)-Form (1) leitet sich von der D-Threose ab, die (2R,3R)-Form (2) von der L-Threose.
DTT findet Verwendung in der Proteinbiochemie. Es konserviert Proteine des Zellinneren in ihrer funktionalen Form, indem es die Oxidation von Sulfhydryl-Gruppen (SH-) zu Disulfidbrücken durch Luftsauerstoff verhindert.
Andererseits kann es die Faltung von Proteinen, deren Struktur durch Disulfidbrücken stabilisiert wird, durch deren Reduktion zerstören. Es ist ein wichtiges Reagenz im Probenpuffer bei der SDS-PAGE und dem Western Blotting.
Die Oxidation führt zur Bildung einer intramolekularen Disulfidbrücke, welche einen Sechsring bildet. Dadurch wird die oxidierte Form energetisch stark begünstigt.